# 皮埃爾·伐里農

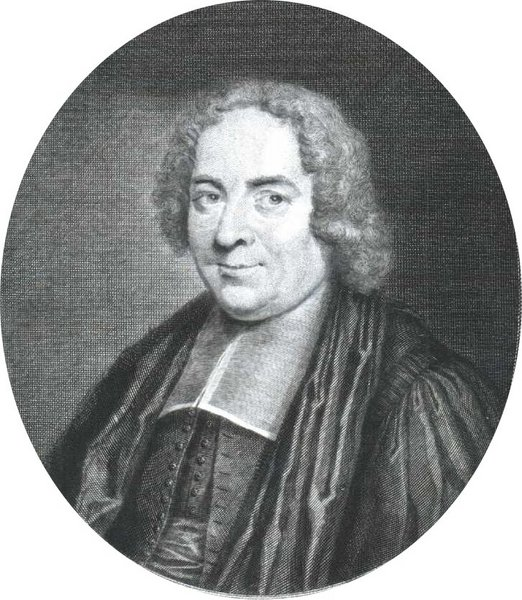
皮埃爾·伐里農

皮埃爾·伐里農（法語：Pierre Varignon，發音：[pjɛʁ vaʁiɲɔ̃]；1654年—1722年12月23日），耶稣会神父，法國數學家。生于卡昂，卒于巴黎。他的貢獻主要在靜力學。他是首個說明力距的概念和計算的人。
他是法國應用微積分的先驅之一。他用萊布尼茲的微分體系，簡化了牛頓有關力學的數學證明。1699年，他應用微分來計算液體流動的問題。1702年運用微積分計算以彈簧控制的時鐘。